# Meral Okay
 (août 2024).
Si vous disposez d'ouvrages ou d'articles de référence ou si vous connaissez des sites web de qualité traitant du thème abordé ici, merci de compléter l'article en donnant les références utiles à sa vérifiabilité et en les liant à la section « Notes et références ».
Meral Okay, née Meral Katı le 20 septembre 1959 à Ankara et morte le 9 avril 2012 à Istanbul, est une scénariste et actrice turque.

## Biographie
Meral Okay se marie en 1984 avec l'acteur de cinéma et de théâtre Yaman Okay (en).
Elle meurt en 2012 d'un cancer du poumon. Elle repose au cimetière de Zincirlikuyu, à Istanbul.

## Filmographie

### Scénariste
- 1997 : Yasemince
- 2002 : Asmalı Konak
- 2007 : Fedai
- 2009 : Bir Bulut Olsam
- 2011 : Muhteşem Yüzyıl

### Actrice
- 1992 : Seni Seviyorum Rosa
- 1998 : İkinci Bahar
- 2001 : Yeditepe İstanbul
- 2001 : Koltuk Sevdası
- 2001 : Hiçbiryerde
- 2002 : O Şimdi Asker
- 2006 : Beynelmilel
- 2008 : Alia
- 2009 : Bir Bulut Olsam